# Kay Morley-Brown
Kay Morley-Brown (geb. Morley; * 5. März 1963 in Swinton, South Yorkshire) ist eine ehemalige britische Hürdenläuferin, die sich auf die 100-Meter-Distanz spezialisiert hatte.
Für Wales startend wurde sie bei den Commonwealth Games 1986 in Edinburgh Siebte und siegte 1990 in Auckland. Bei den Leichtathletik-Europameisterschaften 1990 in Split und bei den Leichtathletik-Weltmeisterschaften 1991 in Tokio erreichte sie das Halbfinale.
1992 schied sie bei den Olympischen Spielen in Barcelona im Vorlauf aus.
Dreimal wurde sie Britische Meisterin (1989, 1990, 1992) und siebenmal Walisische Meisterin (1986–1992).

## Bestzeiten
- 60 m Hürden (Halle): 8,16 s, 8. Februar 1992, Glasgow
- 100 m Hürden: 12,91 s, 2. Februar 1990, Auckland